# Bergasen
Bergasen är en sjö i Härjedalens kommun i Hälsingland och ingår i Ljusnans huvudavrinningsområde. Sjön har en area på 0,346 kvadratkilometer och ligger 335,1 meter över havet. Sjön avvattnas av vattendraget Enån.

## Delavrinningsområde
Bergasen ingår i det delavrinningsområde (689289-148049) som SMHI kallar för Utloppet av Bergasen. Medelhöjden är 368 meter över havet och ytan är 7,19 kvadratkilometer. Räknas de 2 avrinningsområdena uppströms in blir den ackumulerade arean 16,31 kvadratkilometer. Enån som avvattnar avrinningsområdet har biflödesordning 2, vilket innebär att vattnet flödar genom totalt 2 vattendrag innan det når havet efter 184 kilometer. Avrinningsområdet består mestadels av skog (58 procent) och sankmarker (20 procent). Avrinningsområdet har 0,35 kvadratkilometer vattenytor vilket ger det en sjöprocent på 4,8 procent.